# Stanisław Poniński

Łodzia

Stanisław Kostka Antoni Feliks Poniński herbu Łodzia (ur. 13 listopada 1781 we Wrześni, zm. 4 listopada 1847 w Berlinie) – właściciel ziemski, pułkownik od 1806 i dowódca 12 Pułku Piechoty Księstwa Warszawskiego, pruski hrabia od 1840 z prawem pierworodztwa i z warunkiem posiadania Wrześni.

## Życiorys
Syn Marcelego Ponińskiego, wojskiego gnieźnieńskiego i posła na Sejm Wielki oraz Rozalii Grudzielskiej. Początkowo uczył się w szkołach prowadzonych przez pijarów, później w Korpusie Kadetów w Warszawie. Po utracie przez Polskę niepodległości studiował w Halle prawo. W 1803 powrócił do Wrześni i zajął się administracją dóbr rodzinnych. Po rozbiciu przez Napoleona Prus i wkroczeniu do Wielkopolski wojsk francuskich w 1806 Poniński wystawił 4 pułk piechoty. Walczył w bitwach pod Iławą, Gdańskiem i Frydlandem. Po podpisaniu pokoju w Tylży wystąpił z wojska. Brał udział w pracach komisji funduszy wojskowych utworzonych w departamentach poznańskim i bydgoskim. W okresie wojny z Austrią (1809) został komisarzem powiatu pyzdrskiego, a w 1811 został marszałkiem tamtejszego sejmiku powiatowego. Radca departamentu poznańskiego w 1812. Po upadku Napoleona, będąc bliskim współpracownikiem namiestnika księcia Antoniego Radziwiłła brał udział w 1817 w konsultacjach z rządem pruskim w sprawie administracji Wielkiego Księstwa Poznańskiego i reform agrarnych, których realizację po 1823 popierał. W 1821 współorganizator Towarzystwa Kredytowego Ziemskiego w Poznaniu i jego pierwszy dyrektor generalny (do 1839). W latach 1827–1837 był wicemarszałkiem, a w latach 1837–1843 marszałkiem sejmu prowincjonalnego w Poznańskiem. Deputowany stanu rycerskiego z powiatu wrzesińskiego na sejm prowincjonalny Wielkiego Księstwa Poznańskiego w 1837 roku. Reprezentował kierunek legalistyczny, lojalistyczny wobec zaborcy. Otrzymał w 1840 tytuł hrabiego. W ostatnich latach życia zrezygnował z prowadzenia działalności publicznej, przewodnicząc jedynie od 1844 Towarzystwu Rolniczemu w powiecie wrzesińskim. Zmarł 4 listopada 1847, a pochowany został na Cmentarzu Farnym we Wrześni.
Był żonaty od 1808 z Anną Sierakowską. Miał z nią synów: Edwarda i Bolesława oraz córki: Anielę, Joannę. Paulinę, Rozalię, Sewerynę i Wiktorię.

## Odznaczenia
- Krzyż Kawalerski Orderu Virtuti Militari (polski)
- Krzyż Kawalerski Legii Honorowej (francuski)